# Гойк
Гойк (нидерл. Gooik) — коммуна в провинции Фламандский Брабант (округ Халле-Вилворде), Фландрия, Бельгия. Общая площадь составляет 39,70 км², плотность населения — 224 жителя за км². Общая численность населения — 8 895 чел. (1 января 2006, оценка). На территории коммуны расположены города Гойк, Кестер, Леербек и Утинген. Гойк — одна из самых живописных коммун области Пайоттенланд. Его население имеет тенденцию к росту за счёт переселения сюда франкоязычных брюссельцев, доля которых достигла 7 %. Учитывая, что единственный официальный язык коммуны — нидерландский, местные власти активно препятствуют скупке домов франкофонами, что вызывает непонимание со стороны последних.